# Adelfat
Adelfat  (iz starogrškega starogrško ἀδελφᾶτον adelfaton, bratje, bratsko, srbsko aделфат, bratski delež)  je bila pravica osebe do prebivanja v samostanu in prejemanja dela samostanskih prihodkov. Pravica je bila pridobljena na podlagi finančnega plačila ali zamenjava za neko premoženje.  V srednjem veku so fevdalni vladarji in mogotci želeli  zase zagotoviti  zavetišče po upokojitvi ali zaradi izgube svojega fevda. Adelfat se je nanašal na konkretno osebo in ga ni bilo mogoče prodati, podeliti ali naslediti.
Obstajali sta dve kategoriji uživalcev adelfata (adelfatarioi):  esomonitai, ki so vstopili v samostansko skupnost, in eksomonitai, ki še naprej živeli zunaj nje. V 14. stoletju je moralo biti za dodelitev adelfata darilo v nepremičnini ali denarju vredno  najmanj 100 nomizem. 

## Srednjeveška Srbija
V srbskih srednjeveških dokumentih sta se redno uporabljala termina komat in metrik, ki sta razen svojega osnovnega pomena – enot za merjenje količin, pomenila tudi hrano in vse ostalo, potrebno za vzdrževanje samostana. O prodaji adelfata je odločal zbor vseh samostanskih bratov. Ko je bila odločitev sprejeta, se je sestavila pogodba, v kateri so bile precizirane obveznosti samostana do uživalca adelfata, če bi vstopil v samostan. Če se je uživalec odločil za življenje izven samostana, so bile naštete vrste in letne količine živil in potrebščin, ki jih je moral prejeti. S povečanjem turške grožnje so člani vladarskih družin v ta namen bogato obdarjali predvsem samostane na Atosu.  
Termina adelfat in komat sta se uporabljala tudi za velike vsote denarja, ki sta jih kralja Milutin (1316 in okoli 1320) in Dušan (1332) dala samostanu Hilandar kot prispevek za svoje vzdrževanje, čeprav jima  je bil samostan že dolžan dajati živila, obutev in obleko.

## Vira
- Ćirković, Sima; Mihaljčić, Rade, ur. (1999). Leksikon srpskog srednjeg veka. Beograd: Znanje.
- M. Živojinović. "Adelfati u Vizantiji i srednjovekovnoj Srbiji". ZRVI 11 (1968).